# Erebia hormuzakii
Erebia hormuzakii är en fjärilsart som beskrevs av Niesiobowski och Janusz Wojtusiak 1937. Erebia hormuzakii ingår i släktet Erebia och familjen praktfjärilar. Inga underarter finns listade i Catalogue of Life.